# Життя на Марсі (роман)
«Життя на Марсі» (англ. «Mars Life») — американський науково-фантастичний роман 2008 року письменника Бена Бови про планету Марс, частина циклу романів «Гранд-тур», продовження роману «Повернення на Марс».

## Сюжет
Джеймі Вотерман відкрив скелі на Марсі, а також той факт, що шістдесят п'ять мільйонів років тому на червоній планеті жила розумна раса, яка була винищена падінням гігантського метеорита. Тепер дослідження Марса саме знаходиться під загрозою зникнення, оскільки ультраконсервативний рух «Нова мораль» отримує контроль над урядом США і перекриває все фінансування марсіанської програми.
Тим часом Картер Карлтон, антрополог, якого вигнали з університетської кафедри через недоведені звинувачення у зґвалтуванні, починає розкопувати залишки марсіанського селища. Наука і політика стикаються на двох світах, коли Джеймі відчайдушно намагається врятувати марсіанську програму і з'ясувати, ким були зниклі марсіани.

## Переклади
Роман «Життя на Марсі» був перекладений німецькою («Rückkehr zum Mars»; Пітер Роберт, 2001) та французькою («Retour sur Mars»; Бруно Бодін, 2003) мовами.

## Нагороди
- Номінація на премію Курда Лассвіца 2002 року в категорії Найкращий твір зарубіжного автора[2].